# Kościerska Huta
Kościerska Huta [pronunciación en polaco: /kɔɕˈt͡ɕerska ˈxuta/] (en casubio: Kòscerskô Hëta) es un pueblo ubicado en el distrito administrativo de Gmina Kościerzyna, dentro del Condado de Kościerzyna, Voivodato de Pomerania, en Polonia del norte. Se encuentra aproximadamente a 3 kilómetros al noreste de Kościerzyna y a 49 kilómetros al suroeste de la capital regional Gdańsk.
Para detalles de la historia de la región, véase Historia de Pomerania.
El pueblo tiene una población de 308 habitantes.